# 松本利夫
松本 利夫（別名：MATSU、1975年5月27日—）是日本的舞者、演員。前EXILE的表演者。元J Soul Brothers。
神奈川縣川崎市出身。LDH所屬。

## 來歷
受到HIRO影響，16歲的時候與舞蹈相遇，18歲的時候正式開始舞蹈生涯。1996年組成舞蹈隊「BABY NAIL」。1998年加入「JAPANESE SOUL BROTHERS」後成為「J Soul Brothers」的成員。
2004年、設裝品牌「BOIS BOIS」，2005年於東京的中目黒設立名牌商店LMD（現在的24karats），兼任服裝設計師。第四張專輯『ASIA』收錄的「Why oh why…?」是他第一次作詞。 並於9月發行自己的單行本「Love Music Dance」。
2006年3月發售的EXILE第4張專輯『ASIA』收錄了他初次作詞歌曲「Why oh why…?」。
2007年1月5日深夜於富士電視台播放的「EXILE〜第六年的真實」節目內說出他得了被認定為不治之症的不全型貝賽特氏症，左眼的視力幾乎完全消失。同年9月以舞台『太陽に灼かれて』演員出道。
2008年4月起，以JFN系電台節目『One Step Beyond』為初次擔任電台節目主持。
2009年、以『LONG CARAVAN』為電影的演員出道。2010年11月則開始初次以只有1個人的舞台『MATSUぼっち』。
2011年、以『天堂之花』於電視劇的演員出道。
2013年7月22日、發表與普通女性定婚2014年元旦遞交了婚姻申請。
2014年7月22日、隨著EXILE第四章開始活動，藝名及演員活動時也統一用本名松本利夫。
2015年6月22日與ÜSA及MAKIDAI共同發表了年内從表演者的身份引退。並發表他將會是2016年成立的「劇團EXILE 松組」的組長。同年2015年12月31日的『CDTV Special! New Year's Eve Premiere Live 2015→2016 』以作為EXILE 表演者身份作最後的表演。
2016年2月、自己擔任劇團EXILE松組的組長並開始了首次公演。4月19日他的第1個男丁誕生。4月21日、首個冠名節目『MATSUぼっち』（富士電視台）開始播映 。

## 人物
- 2007年1月5日深夜於富士電視台播放的「EXILE〜第六年的真實」節目內說出他得了被認定為不治之症的不全型貝賽特氏症，左眼的視力幾乎完全消失。母親說高中時就得了貝賽特氏症。其他成員從第一章的時候就知道MATSU得了貝賽特氏症，但是直到MATSU講才知道他病重到左眼幾乎看不見。過於疲勞的話病情就會惡化到發燒、不能動等症狀。那樣的話必須睡三天左右病情才會痊癒。HIRO與MATSU商談，今後的選擇給MATSU自己選擇。MATSU為此煩惱苦惱,不過對HIRO說「繼續在EXILE。縱使即使失明也不會後悔」。MATSU自己也說「通過擁有這個病的自己的身姿，想給予與自己一樣的病的人及其他的人們勇氣，也覺得有自己的使命」。連病名確定和之後的和疾病的搏鬥的情況在朝日新聞家庭版的『患者を生きる』被採用上。

- 2007年5月，演唱會巡迴第一天的前一天父親去世,不過，當日也站在舞台上。父親去世2日前去川崎的父母的家的時候，得到了戒指。MATSU在巡迴中套上那個戒指站立在舞台上。

- EXILE的單曲「Choo Choo TRAIN」，「Eternal...」、「Ki・zu・na」、「O'ver」擔任了PV·封面的演出。
- DOWN TOWN的松本人志的大愛好者，公開說著受到影響的事。1人舞台「MATSUぼっち」的公演名，是從松本人志演出的綜藝節目『一人ごっつ』得來的[6]。

## 参加團體
- BABY NAIL（1994年 - 1998年）
- HIP HOP JUNKEEZ（1998年）[7]
- J Soul Brothers（1999年 - 2001年8月24日）
- EXILE（2001年8月24日 - 現在）
- 劇圑EXILE 松組（2016年 - ）

## 演出
與EXILE相關的演出請參考EXILE#演出
※角色名字顯示為 粗字體即表示為主角 

### 劇集
- 天堂之花（日语：ヘブンズ・フラワー The Legend of ARCANA）（TBS電視]、2011年1月 - 3月）飾演 ハル
- 鋼之女 2（日语：ハガネの女#テレビドラマ）（朝日電視台、2011年4月 - 6月）飾演 浅野達也
- 3枚目のボディガード 〜ボクはキミだけを守りぬく〜（BeeTV、2011年6月 - 8月）飾演 三島乃夫男
- 鐵拳對鋼拳（日本電視台、2011年7月 - 9月）飾演 井岡先生
- 神様の女房（日语：神様の女房）（NHK、2011年10月）飾演 井植歳男
- GTO 正月特別篇! 冬休みも熱血授業だ（關西電視台、2013年1月2日） 飾演 水島 役[8]
- ご縁ハンター（NHK、2013年4月） 飾演 坂本榮吉
- 同窓生〜人は、三度、恋をする〜（2014年7月 - 9月、TBS電視）飾演 鎌倉太郎 役
- ビンタ!〜弁護士事務員ミノワが愛で解決します〜（日语：特攻事務員ミノワ#テレビドラマ）（2014年10月 - 12月、讀賣電視台）飾演 箕輪文太
- 豬籠草之夢（2017年8月 - 9月、東海電視台） 飾演 吉岡啓介
- 経世済民の男 第一部「高橋是清」（2015年8月22日・29日、NHK） 飾演 深井英五
- 大阪環狀線 每人在車站的愛情故事 第三季 蘆原橋站篇（2018年3月20日、關西電視台） 飾演 黄川田
- 契×約 ─危險搭檔─（2022年1月13日－3月17日、日本電視台） 飾演 中村雄司
- STAND UP START 第1話（2023年1月18日、富士電視台） 飾演 中川

### 電影
- LONG CARAVAN（2009年） 飾演 柴田健三郎
- リトル・マエストラ（2013年） 飾演 荒沢勝
- 謝罪大王（2013年） - 船木 役
- 晴れのち晴れ、ときどき晴れ（2013年） 飾演 緒方定虎
- KABUKI DROP（2016年）

### 舞台
- 劇団EXILE 第一回公演「太陽に灼かれて」（2007年9月20日 - 10月8日） 飾演 マサ
- 劇団EXILE 第二回公演「CROWN 眠らない夜の果てに…」（2008年5月16日 - 26日）飾演 マーサ
- 劇団EXILE 第三回公演「Words〜約束/裏切り〜すべて、失われしもののため…」（2009年10月29日 - 11月23日） 飾演 マーサ
- 劇団EXILE 第四回公演「DANCE EARTH〜願い〜」（2010年5月2日 - 19日） 飾演 ヒデ
- 松本利夫ワンマンSHOW「MATSUぼっち」〜ラフォーレ前までみんな一緒だったのに…〜（2010年）
- 松本利夫ワンマンSHOW「MATSUぼっち 02」ー銀河より愛をこめてー（2012年10月24日 - 10月28日）
- 松本利夫ワンマンSHOW「MATSUぼっち 03」 -POSITION-（2013年10月24日 - 11月10日）
- 劇団EXILE「歌姫」（2014年3月） - 四万十太郎 役
- 劇団EXILE 松組 旗揚げ公演「刀舞鬼 -KABUKI-」（2016年2月 - 3月）
- 松本利夫ワンマンSHOW「MATSUぼっち 04」-DOORS-（2016年10月）

### 電視節目
- 週刊EXILE（TBS電視]、2010年1月 - 2014年）MC
- BAKA SOUL（日语：バカソウル）（東京電視台，2012年4月 - 2013年9月）MC
- MATSUぼっち（2016年4月 - 、富士電視台） - MC

### 網络劇
- 3枚目のボディガード 〜ボクはキミだけを守りぬく〜（2011年6月 - 8月、BeeTV） 飾演 三島乃夫男 役

### CM
- 明治製菓「蘑菇的山·筍的村落」(2009年)
- 明治製菓「Chip!Chop」おそMATSUくん篇（2011年8月 - ）
- recruit「HOTPEPPER美食」（2011年11月-）
- NTT Communications「050 plus」（2011年11月 -  2013年）
- GREE「聖戦Cerberus」（2012年2月 - ）
- 富士通「FMV」（2012年6月 - ）
- 富士通「ARROWS」（2012年7月 - ）
- 久光製藥「AIR SALONPAS」（2013年）
- 三得利『ザ・モルツ』（2015年9月 - ）[9]。

### 廣播
- SESSIONS 4（NORTH WAVE、2006年 - 2007年）
- One Step Beyond（JAPAN FM NETWORK、2008年4月 - 2011年9月）
- EXILE EX-PRESS（TOKYO FM、2011年10月 - ）主持

### 声優
- エグザムライ（2008年） - MATSU 役

### PV
- COLOR「Just a Little Bit」（2008年）
- 法瑞爾·威廉姆斯「Happy」日本版（2014年）

## 作品
書籍
- Love Music Dance（2005年）ISBN 978-4391131055
- キズナ（2016年）ISBN 978-4344028760

DVD
- 松本利夫ワンマンSHOW「MATSUぼっち」（2011年4月8日）
- 松本利夫ワンマンSHOW「MATSUぼっち02」-銀河より愛をこめて（2013年4月12日）
- 松本利夫ワンマンSHOW「MATSUぼっち03」―POSITION―（2014年3月28日）

作詞擔當
- EXILE『ASIA』（2006年3月29日）
  - M-12「Why oh Why…?」

舞台演出
- かげろう（2016年8月）[10]

## 企劃

### CD封面
- EXILE（2003年）
  - 「Choo Choo TRAIN」
  - 「Eternal...」
  - 「Ki・zu・na」
  - 「O'ver」

### DVD
- EXILE『EXPV 3』（2004年） - 監製

### 舞台演出
- かげろう（2016年8月）[10]

### 電影
- KABUKI DROP（2016年）- 主製作人

## 備註
1. ↑  EXILE MATSUが婚約発表　難病支えた２８歳の一般女性と （页面存档备份，存于） - スポーツニッポン 2013年7月22日
2. ↑  .   [2015-09-03]. （原始内容存档于2019-12-07）.
3. ↑  webザテレビジョン2014年07月22日「EXILEメンバー5人が改名へ、第四章が始動！」 的存檔，存档日期2014年7月28日，.
4. ↑  . デイリースポーツ. 2016-04-20  [2016-04-20]. （原始内容存档于2017-10-14）.
5. ↑  . スポーツ報知. 2016-03-16  [2016-03-16]. （原始内容存档于2016-03-17）.
6. ↑  2010年11月11日播映的『ダウンタウンDX』的專欄「元祖 視聴者は見た!スペシャル」的發言
7. ↑  . CHU's BLOG～生きる～. 2009-09-18  [2016-04-03]. （原始内容存档于2016-04-26）.
8. ↑  .   [2013-01-09]. （原始内容存档于2013-06-17）.
9. ↑  . SUNTORY『ザ・モルツ』. 2015-09-03  [2015-09-03]. （原始内容存档于2015-09-11）.
10. 1 2  . EX FAMILY. 2016-05-25  [2016-05-25]. （原始内容存档于2017-03-05）.

## 外部連結
- MATSU｜PROFILE｜EXILE Official Website （页面存档备份，存于）
- EXILE MATSU的Instagram帳戶

劇團EXILE 松組
- 劇団EXILE 松組 （页面存档备份，存于）
- 劇団EXILE 松組的Facebook專頁
- 劇団EXILE 松組的X（前Twitter）
- 劇団EXILE 松組的Instagram帳戶